# Razza Ribelle Posse
I Razza Ribelle Posse (Monza e Brianza) sono una storica band di artisti rap hip hop italiani, fondata da Hermann, ed attiva dal 1996 al 2005.

## Storia

### Anni Novanta
Nei primi anni novanta, sul filone del movimento delle posse e l'esplosione della musica rap, Hermann pubblicava il suo primo album "Bomba H" in qualità di produttore, compositore, autore, ed MC, nel 1996 conoscerà Paro,
e decide di dare vita al progetto Razza Ribelle Posse con il disco "La Scelta", concretizzando l'attività del nascente gruppo.
Negli anni successivi iniziarono le date live in giro per i centri sociali, locali del milanese ma non solo.
Nel 1997 arrivò un nuovo membro: Tambu, che si aggiunse alla band inizialmente con il ruolo di bassista (in seguito diverrà anche uno degli MC), con il quale pubblicarono l'album "Pensaci" nel 1998.
Successivamente, per Hermann e Tambu vi fu l'esperienza Nitro Funk, insieme a Gabry ed Ivo, una band che miscelava rap e metal, e che divenne popolare per i suoi live decisamente curati e apprezzabili, di cui tuttavia non venne inciso su disco nulla a ricordo di questa
positiva esperienza.

### Nuovo Millennio
Hermann produce un nuovo album solista nel 2000, "Back in My Way", anche se provvisto di diverse collaborazioni con membri della band, mentre iniziano i lavori per un nuovo disco targato RRP.
Nel 2001 il gruppo pubblicò il terzo capitolo dei Razza Ribelle Posse, "La Terza Guerra", disco in cui Hermann sperimenta nuove contaminazioni musicali, pur restando fedele al rap, e che vede per l'ultima volta la presenza di Paro nella formazione,
e quasi a reintegrarlo ci pensa il nuovo arrivato Shyv (col quale vi erano già stati delle collaborazioni), anch'esso in qualità di MC.
per due anni si lavora sodo a nuovi brani, ed il 2003 è un grande anno per il gruppo, che, con la partecipazione di Kope, Marta, Paola, L.T., Andrea C., che restano comunque fuori dalla formazione del gruppo, nasce il nuovo disco della posse dal titolo "28 Problemi":
per quasi due anni girano con il live dell'album, distribuendo CD nei negozi di tutta Italia, e ottenendo diverse recensioni su testate settoriali, dando nuovi stimoli agli artisti.
Nel 2004 Hermann produce intanto il terzo disco da solista, "Autoeroismo", e porta dal vivo qualche brano dello stesso mentre è in tour con la band.
Procedono intanto i lavori con Tambu e Shyv, che concludono l'avventura con la registrazione di un EP dal nome "Ex Presidenti", per poi dividersi temporaneamente per affrontare nuove avventure musicali in diverse direzioni,
ma continuando a collaborare musicalmente e non.

## Formazione
- Hermann (a.k.a. H1, Dj Tighermann, Randy Rodriguez)
- Tambu
- Shyv (2001-2005)
- Paro (1996-2000)

## Discografia
- 1996 - "La Scelta"
- 1998 - "Pensaci"
- 2001 - "La Terza Guerra"
- 2003 - "28 Problemi"
- 2005 - "Ex Presidenti" (EP)